# Wenquan, Chongqing
Wenquan (kinesiska: 温泉) är en köping i sydvästra Kina. Den ligger i stadsdistriktet Kaizhou i storstadsområdet Chongqing, omkring 270 kilometer nordost om det centrala stadsdistriktet Yuzhong. Antalet invånare är 39 402. Befolkningen består av 19 281 kvinnor och 20 121 män. Barn under 15 år utgör 23,0 %, vuxna 15-64 år 65 %, och äldre över 65 år 11,0 %.